# جروح
جروح (به عربی: جروح) یک روستا در سوریه است که در ناحیه عقیربات واقع شده‌است. جروح ۱٬۲۲۳ نفر جمعیت دارد.